# 센터 포 라이프
센터 포 라이프(영어: Centre for Life)는 영국 뉴캐슬어폰타인에 위치한 과학 박물관이다. 생명과학을 대중에게 쉽고 재밌게 알리는 목적을 가지고 보조금을 받지 않는 비영리 자선 단체가 운영한다.

## 역사
센터 포 라이프는 2000년 엘리자베스 2세에 의해 개관되었다. 2009년 3월, 이곳에서 영국의 첫 메이커 페어가 열렸다. 2013년 두번째 메이커 페어를 개최한 이래 매년 3월 마지막 주 주말마다 행사를 개최하고 있다.

## 전시 및 운영
약 600명의 직원이 근무한다. 근방의 뉴캐슬 대학교와 파트너십을 체결하였다. 매년 5월에 새로운 기간한정 전시를 열며 겨울에는 타임스 스퀘어(Times Square)에 아이스링크가 운영된다. 호기심 존(Curiosity Zone), 실험 존(Experiment Zone) 등의 전시공간에서 DNA 추출작업 등 실제 실험과 유사한 체험 프로그램을 경험할 수 있다.

### 라이프 사이언스 센터
라이프 사이언스 센터(Life Science Centre)는 센터 포 라이프의 전시공간이다. 상설전시와 함께 주제가 바뀌는 다양한 전시를 관람할 수 있다. 과학 극장, 천체투영관, 4차원 영화관 등의 시설을 포함한다.